# Oxalis tacorensis
Oxalis tacorensis là một loài thực vật có hoa trong họ Chua me đất. Loài này được Burtt mô tả khoa học đầu tiên năm 1940.